# Paul Ricœur

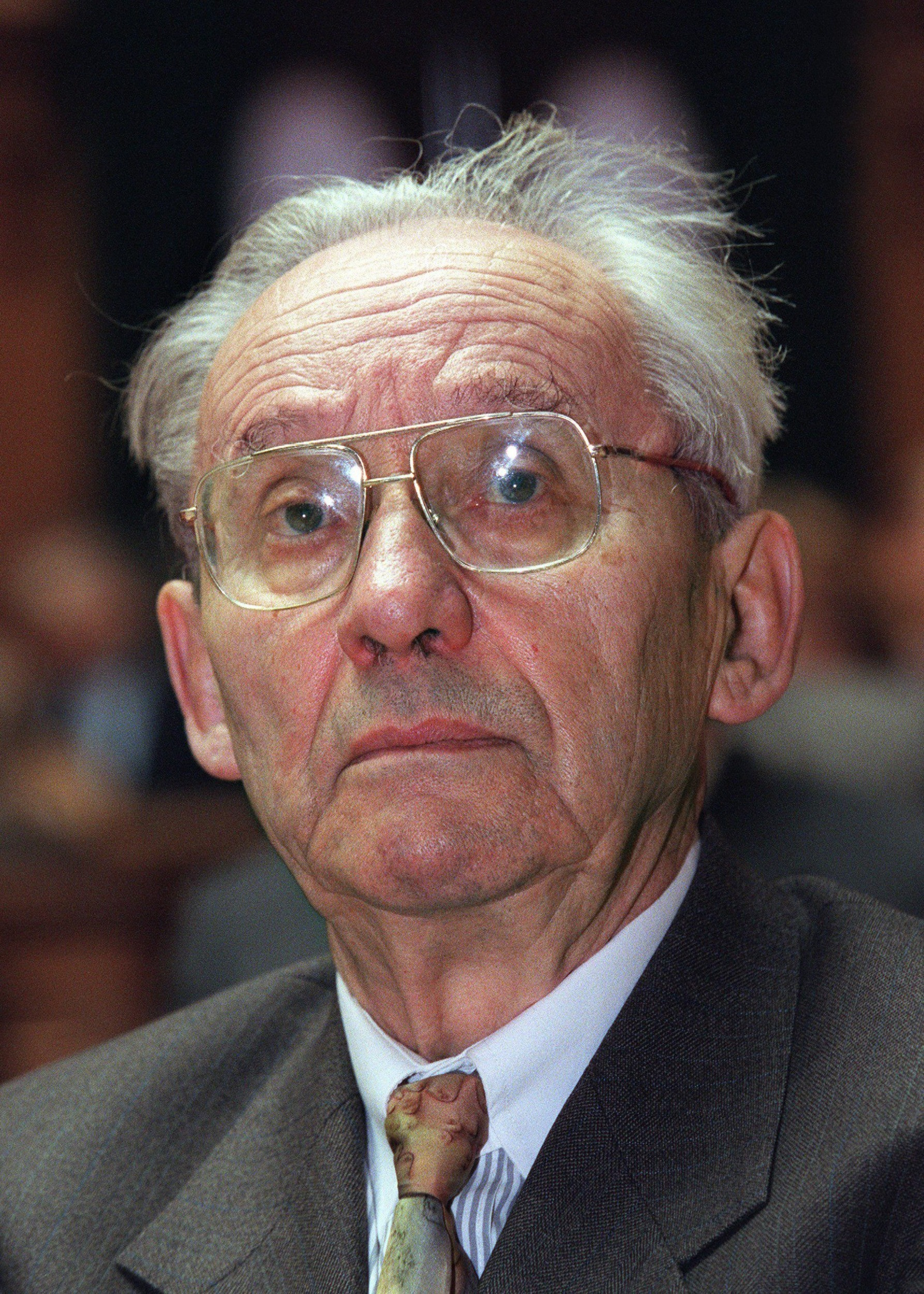
Paul Ricœur (1999)

Paul Ricœur (ur. 27 lutego 1913 w Valence, zm. 20 maja 2005 pod Paryżem) – francuski filozof, jeden z najbardziej znanych myślicieli francuskich II połowy XX wieku.
Był działaczem socjalistycznym i chrześcijańskim (protestanckim). Jest autorem dzieł filozoficznych dotyczących wielu dziedzin: polityki, psychoanalizy, egzegezy biblijnej, poetyki, hermeneutyki, teorii literatury. Ricœur – zdeklarowany pacyfista i przeciwnik totalitaryzmu – został zmobilizowany w 1939 i spędził cztery lata w Niemczech w obozie jenieckim. Po wojnie został profesorem, najpierw Sorbony, następnie uniwersytetu w Nanterre pod Paryżem, skąd wyszła rewolta studencka w maju 1968. W 1970 podał się do dymisji. Wykładał na uniwersytetach w Chicago i New Haven, w Montrealu, w Lowanium i Genewie.
W 2000 został odznaczony Nagrodą Kioto w dziedzinie sztuki i filozofii.

## Filozofia

### Fenomenologia
Ricœur zainteresował się fenomenologią Husserla i przyczynił się do jej wprowadzenia we Francji. Przetłumaczył między innymi pierwszy tom Idei czystej fenomenologii i fenomenologicznej filozofii Edmunda Husserla i napisał ogólną pracę dotyczącą fenomenologii w 1986 roku, zatytułowaną À l’école de la phénoménologie.
Jego praca doktorska z 1950 dotycząca filozofii woli (La philosophie de la volonté) jest przesiąknięta myślą fenomenologiczną. Zawiera w sobie (w pierwszym tomie) ejdetykę woli, będącą przedłużeniem teorii ejdetyki Husserla.
Fenomenologia nie jest jednak jedynym horyzontem metodologii Ricœura. Paragraf zatytułowany „La méthode descriptive et ses limites”, który znajdujemy na pierwszych stronach Philosophie de la volonté, podkreślając limity metody opisowej, czyli fenomenologii, uprzytamnia ograniczony charakter tego, co nie może sprostać aspiracji filozofii do tego, co nieuwarunkowane, czyli do jedności. Właśnie dlatego metoda fenomenologiczna, która nie tyle opisuje fenomeny, co je „niszczy”, ukazując dwoistość ich zrozumiałości, powinna zostać przekroczona.
Tytuł pierwszego tomu La philosophie de la volonté – Le volontaire et l’involontaire – podkreśla tę dwoistość: fenomenologii zaaplikowanej do studiów nad wolą nie udaje się dostarczyć zrozumiałości pełnej lub co najmniej ujednoliconej, rozciągniętej pomiędzy biegunami tego, co dobrowolne (le volontaire) i tego, co mimowolne (l’involontaire). Dlatego właśnie Ricœur stara się nieustannie odnaleźć jedność fenomenu woli nie na planie fenomenologicznym, ale ontologicznym.
Jednakże ontologia ta, jak dowodzi wykład wygłoszony przez Ricœura dla swoich nauczycieli, zatytułowany L’unité du volontaire et de l’involontaire comme idée limite, pozostaje marginesem, pozostałością fenomenologii. Refleksja dochodziłaby zatem do bytu jedynie poprzez odstępstwo od fenomenologii, jako że to właśnie fenomenologia, poprzez dwoistość, którą ujawnia w zjawiskach, rzuca światło na konieczność odnalezienia jedności wykraczającej poza czysto ontyczny poziom.
Według Paula Ricœura, centralną funkcją hermeneutyki jest odzyskiwanie i przywracanie znaczenia. Wybiera model fenomenologii religii, podkreślając, że charakteryzuje ją zainteresowanie przedmiotem. Pisze o niektórych autorach z tej dziedziny, takich jak: Rudolf Otto, Gerardus van der Leeuw, Maurice Leenhardt i Mircea Eliade. Według Rudolfa Otto sacrum to mysterium tremendum et fascinans. Gerardus van der Leeuw postrzega ją jako autokrację. Autokracja ta staje się teorią kratofanii u holenderskiego fenomenologa religii, a teorią hierofanii u rumuńskiego fenomenologa religii Mircei Eliadego. Przedmiot religii, czyli sacrum, postrzegany jest w relacji do profanum. Mircea Eliade podąża za modelem zaproponowanym przez Paula Ricœura, identyfikując to, co Ricœur definiuje jako trzy wielkie redukcjonizmy: Karola Marksa, który według niego sprowadził społeczeństwo do ekonomii, w szczególności do stosunków produkcji; Friedricha Nietzschego, który sprowadził człowieka do woli mocy i arbitralnej koncepcji nadczłowieka, oraz Zygmunta Freuda, który sprowadził naturę ludzką do instynktu seksualnego. Paul Ricœur nazwał ich trzema wielkimi niszczycielami, mistrzami podejrzeń.

### Studia biblijne
Innym aspektem jego filozofii są studia nad hermeneutyką i egzegezą biblijną. Sam będąc protestantem, Paul Ricœur przywiązywał dużą wagę do dialogu między filozofią a religią (zob. na przykład L’herméneutique biblique w Lectures, tom III). Jego zainteresowania obejmowały między innymi teologię, historię religii i studia biblijne.

### Hermeneutyka
Hermeneutyka dla Ricœura opiera się na zagadnieniu interpretacji – interpretacji Pism, czyli tekstów biblijnych, oraz interpretacji symptomów psychoanalitycznych (jak w O interpretacji. Esej o Freudzie) – zarówno w jej podstawach, jak i celach. Hermeneutyka rozwija się między innymi poprzez analizę symbolu, co prowadzi do dyskusji z psychoanalizą w jego eseju o Freudzie: O interpretacji.
Funkcję hermeneutyki przedstawia w następujący sposób:

„Dla semiotyki jedynym operacyjnym pojęciem pozostaje pojęcie literackiego tekstu. Hermeneutyka natomiast troszczy się o to, aby zrekonstruować całe spektrum operacji, poprzez które praktyczne doświadczenie podporządkowuje sobie dzieła, autorów i czytelników. [...] Stawką jest więc konkretny proces, w którym konfigurowanie tekstu pośredniczy między wcześniejszym ukształtowaniem pola praktyki a jego ukształtowaniem na nowo przez odbiór dzieła.”

Ricœur zajmuje się celem hermeneutyki, to znaczy jej rolą w konstytuowaniu podmiotowości. Hermeneutyka jest więc ograniczona, nie jest celem samym w sobie, lecz przedmiotem dygresji w „powrocie do siebie”. Dlatego refleksja hermeneutyczna wiąże się z zagadnieniem ontologicznym. Byt nie jest tylko interpretowany; jest odnaleziony poprzez interpretację, choć jednocześnie ją przekracza. Ta próba odnalezienia bytu, który stanowi podstawę interpretacji, jest realizowana w szczególności w ostatnim rozdziale O sobie samym jako innym, w którym Ricœur usiłuje w sposób „badawczy” opisać w kategoriach conatus pochodzenie „ja”.

### Analiza metafory
Istotnym elementem jego twórczości jest badanie metafory. W dziele La Métaphore vive, opublikowanym w 1975 roku, Ricœur bada funkcję poetycką języka, a dokładniej pojęcie tropu, analizując je z perspektywy językoznawczej, poetyckiej i filozoficznej, ponieważ figura retoryczna, a w szczególności metafora, jest dla Ricœura oryginalnym procesem poznawczym, mającym swoją własną wartość.

„Funkcja transfiguracji rzeczywistości, którą przypisujemy fikcji poetyckiej, zakłada, że przestajemy utożsamiać rzeczywistość z rzeczywistością empiryczną, albo inaczej – doświadczenie z doświadczeniem empirycznym. Język poetycki czerpie swój autorytet z umiejętności wyrażania aspektów tego, co Husserl nazywał Lebenswelt, a Heidegger – In-der-Welt-Sein. Wymaga on zatem od nas krytyki konwencjonalnego rozumienia prawdy, czyli porzucenia jego zawężenia do spójności logicznej i weryfikacji empirycznej, tak by uwzględnić roszczenie do prawdy zawarte w transfigurującym działaniu fikcji.”

Ricœur pisze nawet:

„Metafora to zdolność tworzenia nowego sensu, aż do tej iskry znaczenia, w której załamuje się niekompatybilność semantyczna wskutek zderzenia różnych poziomów znaczeniowych, prowadząc do powstania nowej znaczeniowej całości, istniejącej wyłącznie na linii pęknięcia między polami semantycznymi. W przypadku narracji, ośmieliłem się stwierdzić, że to, co nazywam syntezą heterogenicznego, nie tworzy mniej nowości niż metafora – tyle że tym razem na poziomie kompozycji, w konfiguracji opowiedzianej czasowości, czasowości narracyjnej.”

Odkrycie funkcji poznawczej metafory opiera się na wyjściu poza zwyczajowe traktowanie metafory, w którym postrzega się ją jako proste zjawisko językowe „transportu znaczenia”. Aby to zrozumieć, Ricœur sugeruje, że metafora nabiera pełnego znaczenia dopiero wtedy, gdy zostanie usytuowana w tekście jako całości.

### Badanie opowieści
W 1983 roku opublikował trzy tomy dzieła Czas i opowieść, w których podkreśla podobieństwa między czasowością historiografii i dyskursu literackiego. Dostrzegamy tam dążenie Ricœura, aby połączyć filozoficzną refleksję nad naturą opowieści z podejściem językowym i poetyckim.

### Prace o historii
Ricœur, choć nie zajmuje się filozofią historii, interesuje się historią z perspektywy filozoficznej. W dziele Histoire et verité (1955) podejmuje próbę zdefiniowania istoty pojęcia prawdy w historii oraz odróżnienia obiektywizmu w historii od obiektywizmu w tzw. naukach ścisłych.
Wiele lat później poświęca się kwestiom kulturowym i historycznym, stosując podejście fenomenologiczne i hermeneutyczne. Wzbogaca dyskusję na temat pamięci, obowiązku pamiętania i pamięci kulturowej w książce Pamięć, historia, zapomnienie (2000).

### Etyka
Etyka była jedną z kwestii budzących zainteresowanie Ricœura.

„A teraz, na czym polega proponowane rozróżnienie etyki i moralności? Nic go nie narzuca w etymologii terminów lub historii sposobów ich użycia. Jeden pochodzi z greckiego, drugi z łaciny; oba zaś odsyłają do intuicyjnej idei obyczajów z podwójną konotacją, o której rozbiór zaraz się pokusimy, obejmującą to, co jest oceniane jako dobre i to, co się narzuca jako obowiązkowe. Tak więc tylko umownie zachowam termin „etyka” na oznaczenie dążenia do spełnionego życia, a termin „moralność” na oznaczenie związku tego dążenia z normami nacechowanymi zarazem roszczeniem do powszechności i wywieraniem przymusu (powiemy w odpowiedniej chwili, co łączy ze sobą te dwie cechy). Z łatwością rozpoznamy w rozróżnieniu dążenia i normy przeciwstawność dwóch dziedzictw – dziedzictwa arystotelesowskiego, w którym etykę cechuje perspektywa teleologiczna, i dziedzictwa kantowskiego, w którym moralność określa się poprzez charakter zobowiązania, jaki posiada norma, zatem przez deontologiczny punkt widzenia.”

Ricœur proponuje zatem postawić etykę, to znaczy kwestię celu życia, przed moralnością, czyli kwestią norm. Na dalszych stronach O sobie samym jako innym, etyka pozwoli filozofowi zastanowić się nad szacunkiem do siebie w sensie poczucia własnej wartości (estime de soi), podczas gdy moralność postawi pytanie o szacunek do siebie w sensie obowiązku (respect de soi). Choć Ricœur stara się nie definiować dobrego życia zbyt precyzyjnie, sugeruje, aby każdy się nad nim zastanowił, zaczynając od refleksji na temat tego, czym jest życie człowieka.
Ta myśl szybko prowadzi go do troski o innych. Celem etycznym jest formuła: „z innym i dla innego”. Wciąż opierając się na Arystotelesie, proponuje on, aby potraktować przyjaźń jako pośrednika między celem dobrego życia a kwestią sprawiedliwości. Szacunek do siebie w sensie poczucia własnej wartości (estime de soi) byłby bowiem niepełny bez troski o innego, której wzorzec odnajdujemy właśnie w przyjaźni. Jednakże spotkanie z innym nie zawsze może być przyjacielskie, ponieważ nie zawsze następuje w relacjach między równymi sobie ludźmi, którzy chcą żyć razem. Ta sytuacja nie obejmuje wszystkich sytuacji, w których dochodzi do spotkania innego. W tym miejscu refleksja Emmanuela Levinasa nad innym, który daje nakaz miłości, i innym, który cierpi, pozwala Ricœurowi na ukierunkowanie poszukiwania równości na konteksty nierówności. Równość można znaleźć w takich sytuacjach jedynie poprzez „wspólne przyznanie się do kruchości i ostatecznie do śmiertelności”. Skłania to filozofa do wprowadzenia koncepcji odwracalności ról, niezastąpioności ludzi i wreszcie podobieństwa między nimi. Ta ostatnia koncepcja pozwala mu skupić w następującej formule podstawę etyczną: szacunek do innego jako samego siebie jest równoważny szacunkowi do samego siebie jako innego.
Następnie pojawia się kwestia instytucji, gdyż nie mamy w tym wypadku do czynienia z relacją twarzą w twarz – jest także „on”, co sugeruje pewną mnogość. Dobre życie nie ogranicza się zatem do jednostki i relacji międzyludzkich, ale rozciąga się także na instytucje. Pod koniec swych rozważań nad instytucjami sprawiedliwymi (jeszcze w ich aspekcie etycznym, a nie moralnym) Ricœur stwierdza, że spojrzenie na siebie jako na innego (le vis-à-vis de soi) u każdego człowieka jest dane poprzez ideę równości. Równość ta pozwala na istnienie „sprawiedliwych instytucji”.

## Dzieła
Po polsku z wielu prac Ricœura ukazały się:
- Egzystencja i hermeneutyka. Rozprawy o metodzie (Warszawa 1985)
- Symbolika zła (Warszawa 1986, tłum. Maryna Ochab)
- Język, tekst, interpretacja: wybór pism (Warszawa 1989)
- Podług nadziei: odczyty, szkice, studia (Warszawa 1991)
- Filozofia osoby (Kraków 1992)
- Zło. Wyzwanie rzucone filozofii i teologii (Warszawa 1992)
- Myśleć biblijnie (Kraków 2003 – razem z André LaCocque)
- Krytyka i przekonanie, przełożył Marek Drwięga, Wydawnictwo KR, Warszawa 2003
- Drogi rozpoznania: wykłady Instytutu Nauk o Człowieku w Wiedniu (Kraków 2004)
- O sobie samym jako innym (Warszawa 2005)
- Pamięć, historia, zapomnienie (Kraków 2006)
- Czas i opowieść (Kraków 2008)
- Żyć aż do śmierci: oraz fragmenty (Kraków 2008)
- O interpretacji. Esej o Freudzie, przełożył Maciej Falski, opracował Robert Reszke, Wydawnictwo KR, Warszawa 2009
- Miłość i sprawiedliwość, przełożył Marek Drwięga, przedmowa Jean-Louis Schlegel, Wydawnictwo UNIVERSITAS, Kraków 2010.
- Hermeneutyka i nauki społeczne. Eseje o języku, działaniu i interpretacji, przełożyli Joanna Bednarek, Piotr Graff, Państwowy Instytut Wydawniczy, 2025.